# Dąbrówka (Borzytuchom)
Dąbrówka  (deutsch Damerkow) ist ein Dorf in der polnischen Woiwodschaft Pommern. Es gehört zur Gmina Borzytuchom (Gemeinde Borntuchen) im Powiat Bytowski (Bütower Kreis).

## Geographische Lage
Das Kirchdorf liegt  in Hinterpommern, in einer hügeligen Gegend, etwa fünf Kilometer westlich der Stadt Bütow und fünf Kilometer südsüdöstlich des Kirchdorfs Borzytuchom (Borntuchen).

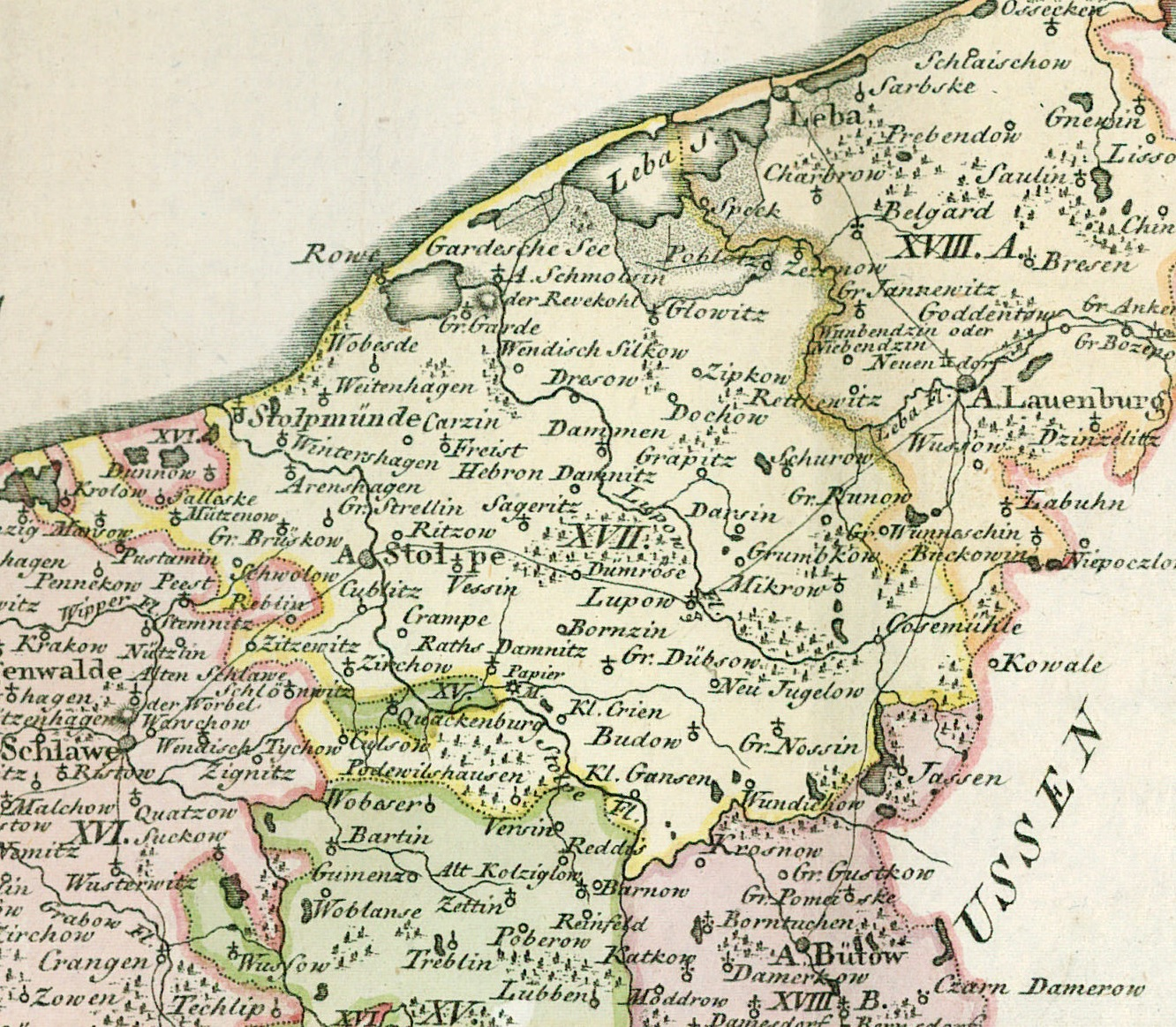
Damerkow, südöstlich der Stadt Stolp (früher Stolpe geschrieben), westlich der Stadt Bütow und südsüdöstlich des Dorfs Borntuchen, auf einer Landkarte von 1794

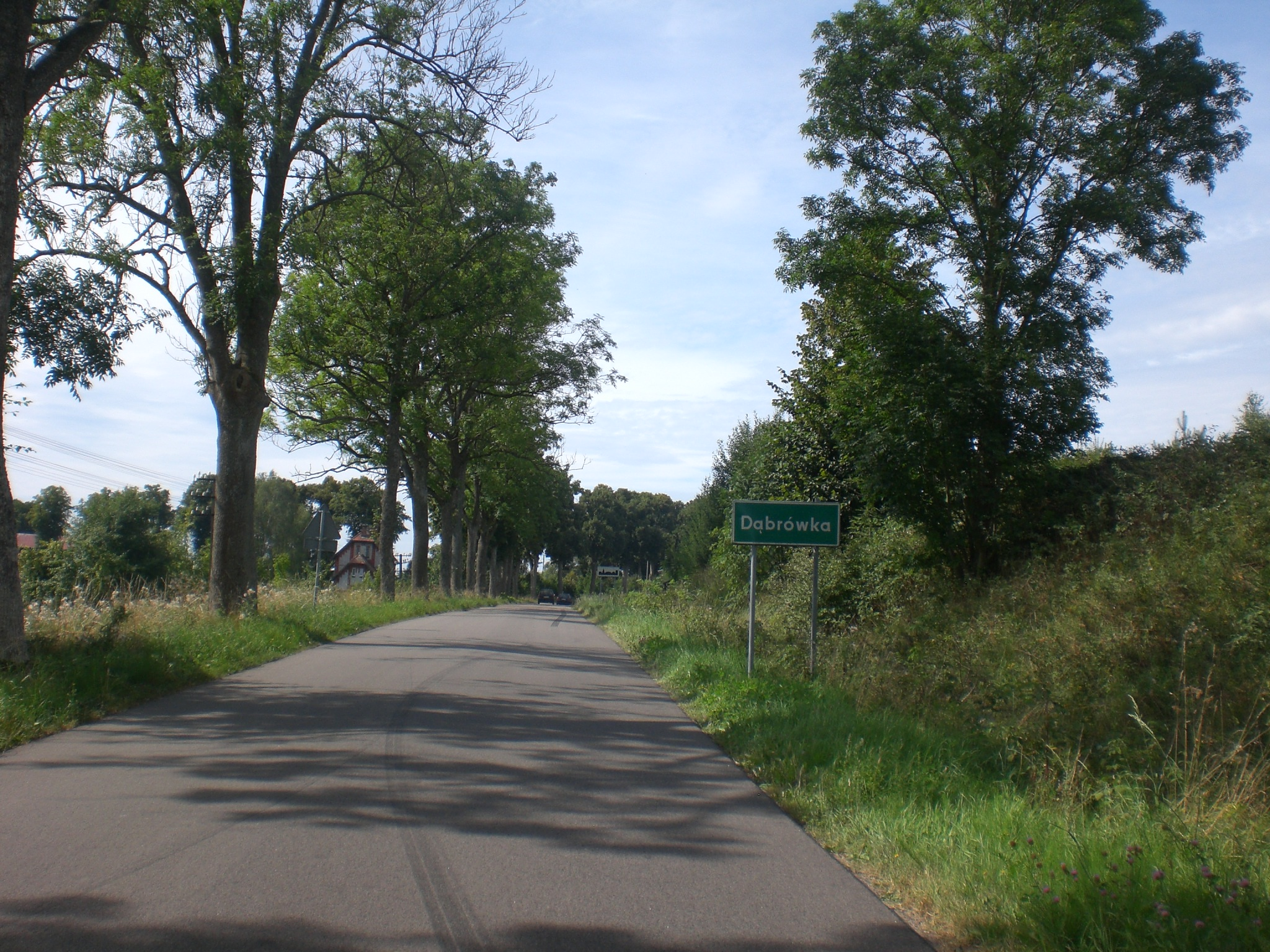
Dorfeingang (2018)

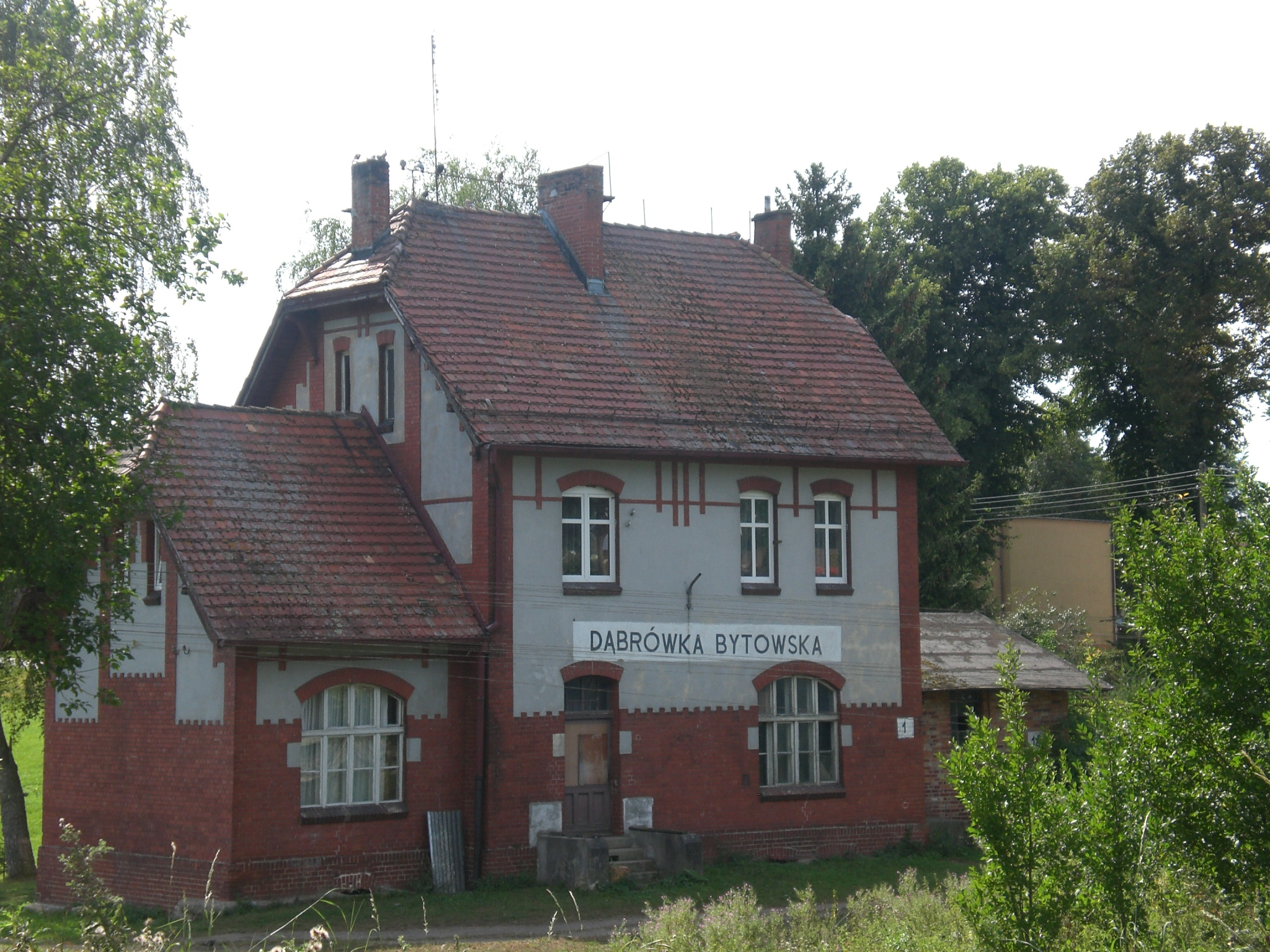
Bahnwärterhaus (2018)

## Geschichte
Die gesamte, seinerzeit aus zwei Teilen –  dem königlichen Dorf Damerkow und dem königlichen Vorwerk Damerkow  – bestehende Ortschaft befand sich um 1780 im Besitz des preußischen Fiskus und wurde vom königlichen Amt Bütow verwaltet. Das Dorf hatte außer einem Vorwerk einen Freischulzenhof, zehn Bauernstellen, drei Kossäten, einen Bauernhof, der nebst einem Kossäten Eigentum des römisch-katholischen Probstes zu Bütow ist, einen lutherische Schulmeister, einen Schmied, einen dem Freischulzen gehörigen Katen, 22 Feuerstellen (Haushaltungen) und durchweg evangelische Einwohner. Im Dorf war eine römisch-katholische Filialkirche des römisch-katholischen Kirchspiels in Bütow, die vom Probst und vom Vikar desselben versehen wurde.
Um das Jahr 1780 gehörten zum königlichen Vorwerk Damerkow 925 Morgen und 39 Quadratruten Land, das Fischereirecht im Damerkowschen See sowie die Dienste von zehn Bauern und drei Kossäten aus Damerkow, elf Bauern aus Tangen und vier Bauern aus Kathkow. Das Vorwerk Damerkow wurde vom Domänen-Fiskus am 20. Dezember 1819 als Rittergut an den Hauptmann Hellmuth von Memerty für 9670 Reichstaler verkauft. 1884 und 1892 wird Carl Wagner als Besitzer des Ritterguts Adlig Damerkow mit anteiligem Rustikalbesitz genannt.
Am 1. April 1927 hatte das Gut Adlig Damerkow eine Flächengröße von 397 Hektar, und am 16. Juni 1925 hatte der Gutsbezirk 71 Einwohner. Am 30. September 1928 wurde der Gutsbezirk Adlig Damerkow in die Landgemeinde Königlich Damerkow eingegliedert, die bei der Gelegenheit in Damerkow umbenannt wurde.
Anfang der 1930er Jahre hatte die Landgemeinde Damerkow eine Flächengröße von 10,6 km². Innerhalb der Gemeindegrenzen standen insgesamt 61 bewohnte Wohnhäuser an zwei verschiedenen Wohnstätten:
1. Damerkow
2. Vorwerk Damerkow

Um 1935 gab es in Damerkow unter anderem einen Gasthof, einen Gemischtwarenladen, eine Branntweinbrennerei, eine Schmiede, eine Stellmacherei und eine Tischlerei. Im Jahr 1939 wurden 422 Einwohner gezählt.
Bis 1945 bildete Damerkow eine Landgemeinde im Landkreis Bütow im Regierungsbezirk Köslin der preußischen Provinz Pommern des Deutschen Reichs. Die Gemeinde Damerkow war dem Amtsbezirk Kathkow zugeordnet.
Vor Ende des Zweiten Weltkriegs wurde Damerkow Anfang März 1945 von der Roten Armee besetzt. Bald darauf wurde Damerkow zusammen mit ganz Hinterpommern von der Sowjetunion der Volksrepublik Polen zur Verwaltung überlassen. Danach kamen Polen in das Dorf, die die einheimischen Dorfbewohner aus ihren Häusern und Wohnungen drängten. Für Damerkow wurde die polonisierte Ortsbezeichnung ‚Dąbrówka‘ eingeführt. In der Folgezeit wurden die einheimischen Dorfbewohner von der polnischen Administration aus Damerkow vertrieben.

## Kirche

### Kirchspiel bis 1945
Die vor 1945 in Damerkow lebenden Einwohner gehörten mit großer Mehrheit der evangelischen Konfession an. Im Jahr 1925 befanden sich unter den 471 Einwohnern 385 Protestanten und 83 Katholiken. Die evangelischen Einwohner von Damerkow gehörten zum evangelischen Kirchspiel Bytow.
Für die Katholiken in Damerkow war das katholische Kirchspiel Damsdorf zuständig.

### Polnisches Kirchspiel seit 1945
Die seit 1945 und Vertreibung der einheimischen Dorfbewohner anwesende polnische Einwohnerschaft ist überwiegend katholisch.

## Söhne und Töchter des Ortes
- Wilhelm Rudnick (1850–1927), deutscher Kirchenmusiker und Komponist